# Svetozár Hurban Vajanský
Svetozár Hurban Vajanský (Hlboké, 16 gennaio 1847 – Martin, 17 agosto 1916) è stato uno scrittore, critico letterario e politico slovacco.

## Biografia
Era il figlio primogenito di Jozef Miloslav Hurban, uno dei padri del Risorgimento slovacco. Ricevette la sua istruzione a Hlboké, a Modra, a Cieszyn e a Stendal in Germania; conseguì la maturità al liceo di Banská Bystrica. Proseguì gli studi all'accademia di giurisprudenza di Presburgo, l'odierna Bratislava, e a Budapest.
Iniziò la carriera forense a Trnava, Budapest, Presburgo e Vienna, quindi aprì il suo studio a Skalica. Nel 1875 sposò Ida Dobrovitsová e a causa degli insuccessi della sua carriera si trasferì in diverse città: Vienna, Námestovo, Liptovský Mikuláš. Dopo il 1878 fu professore in Russia, Bulgaria e redattore a Martin, ma neanche qui ebbe maggiore successo.
Nel 1878 fu convocato nell'esercito e divenne redattore a Martin (per Národnie noviny) e dal 1906 caporedattore. Lavorò anche come collaboratore del giornale Orol, dal 1881 riprese a pubblicare il giornale Slovenské pohľady, attorno a cui ruotava la vita letteraria e culturale slovacca. Dal 1894 alla morte fu segretario della società femminile Živena.
Molte volte fu apprezzato per la sua attività di giornalista e di pubblicista, viaggiò molto (Russia, Praga, Budapest, Vienna, Monaco di Baviera). All'inizio degli anni 1880 era uno dei punti di riferimento della giovane generazione. Fu anche membro del circolo studentesco Naprej, animatore del partito nazionale slovacco e oppositore dei hlasisti.
Fu sepolto al Cimitero nazionale di Martin.

## Attività letteraria
Con la sua opera letteraria scosse tutti i politici dell'epoca del realismo slovacco. Grande influenza sul suo sviluppo artistico ebbe l'ambiente, nel quale era cresciuto, attingendo la sua ideologia dalla cerchia di Ľudovít Štúr, ma anche dalla letteratura straniera. Conosceva ottimamente anche la letteratura classica, così come la letteratura tedesca, inglese, russa e ceca. Gli esordi della sua attività letteraria risalgono alla sua fanciullezza: a dieci anni iniziò a collaborare al giornale Zrnká. Scrisse la maggior parte delle sue opere in slovacco, ma alcune altre in tedesco. Anche sua moglie tradusse alcune sue opere in tedesco. Nelle sue opere reagì ai problemi sociali del souo tempo, rivolgendo la sua attenzione anche ai rapporti problematici tra individuo e nazione. Tra le principali tematiche delle sue opere vi furono la difesa della libertà e dell'indipendenza degli Slavi del sud, oltreché il declino etico-morale causato dalla influenza ungherese. Inizialmente si dedicò soprattutto alla poesia, successivamente anche alla prosa e alle traduzioni.

### Critica letteraria
Vajanský conosceva le opere della letteratura ceca, jugoslava, polacca e ungherese. Verso la letteratura ungherese aveva un punto di vista critico e negativo. Ebbe in grande stima invece la letteratura ceca, sebbene avesse delle riserve verso alcuni autori come Jaroslav Vrchlický.
Giudicò severamente il naturalismo di Émile Zola e le tendenze di avanguardia delle letterature dell'Europa occidentale. Rivolse la sua attenzione piuttosto alla "sana" letteratura dell'Europa orientale, al realismo russo, che vedeva come vertice dello sviluppo artistico europeo del suo tempo.
Si espresse come critico letterario in modo pressoché sistematico verso le opere dei suoi contemporanei Pavol Országh Hviezdoslav, Martin Kukučín, Terézia Vansová e altri. Nei suoi penetranti giudizi critici si riscontrano anche contraddizioni, che mettono in rapporto con il carattere eclettico le sue opinioni estetiche e critiche. La sua opera di critica letteraria, raccolta in due volumi: State o slovenskej literatúre ("Saggi sulla letteratura slovacca"), 1956 e State o svetovej literatúre, ("Saggi sulla letteratura mondiale"), 1957, indaga a fondo lo sviluppo della letteratura realistica slovacca.

### Politico e ideologo
Straordinariamente ampia fu l'attività pubblicistica di Vajanský. Fu redattore di Národnie noviny per quasi quarant'anni. Fu uno degli ideologi del centro di Martin e del partito nazionale. La concezione ideale della vita nazionale si ritrova in primo luogo nei suoi articoli giornalistici. L'orientamento filozarista in politica, l'idealismo filosofico, il concetto borghese di nazione in campo sociale, un conservatorismo etico furono i poli della sua piattaforma ideologica.

### Poesia
- 1878 – Jaderské listy ("Lettere adriatiche"), ciclo di poesie (pubblicate su Národnie noviny)
- 1878 – Vít, frammento di romanzo (pubblicato su Orol)
- 1879 - Tatry a more ("I Tatra e il mare") raccolta di poesie, divisa in sette parti (porta la data di edizione 1880, ma fu pubblicata verso la fine dell'anno precedente):
- 1884 - Spod jarma ("Sotto al giogo"), raccolta di poesie
- 1885 – Vilín, poema (pubblicato su Živena e su Národný almanach)
- 1890 – Verše ("Versi"), raccolta di poesie

### Prosa
- 1873 – Siroty ("Orfani"), racconto (una versione riveduta uscì nel 1900 con il titolo Zločin a pokánie ("Delitto e penitenza")
- 1874 - Duchovia sudov. Obrázok z novejších časov ("Le anime dei giudici. Quadro dei tempi nuovi") prosa burlesca
- 1880 – Obrázky z ľudu ("Quadri popolari"), ciclo di sette conversazioni
- 1880 - Ľalie, romanzo (pubblicato su Orol)
- 1881 – V jasku ("Nella grotta"), racconto
- 1881 - Kandidát ("Il candidato"), racconto
- 1881 - Podrost ("La siepe"), racconto
- 1881 - Mier duše ("La pace dell'anima"), racconto
- 1882 – Dve sestry ("Le due sorelle"), racconto
- 1882 – Babie leto ("L'estate della nonna"), racconto
- 1882 – Búrka v zátiší ("Tempesta nel luogo solitario"), racconto
- 1882 – V malom meste ("Nella piccola città"), racconto
- 1883 - Letiace tiene ("Ombre che passano"), romanzo
- 1884 - Suchá ratolesť ("Il ramo secco"), romanzo
- 1889 – Na rozhraní ("Sul confine"), romanzo (la stampa fu cominciata, ma per decisione di Vajanský l'edizione non vide la luce)
- 1893 - Rozpomienky z väzenia ("Ricordi dal carcere")
- 1890 - Podivíni ("Curiosità"), racconto (pubblicato su Slovenské pohľady)
- 1891 – Nuvola primaverile, racconto (pubblicato su Slovenské pohľady)
- 1893 - Pustokvet, romanzo (pubblicato su Slovenské pohľady, poi in volume nel 1907)
- 1893 - Babie leto
- 1895 / 1896 - Koreň a výhonky ("La radice e i virgulti"), romanzo (pubblicato su Slovenské pohľady)
- 1901 - Kotlín, libello romanzato
- 1904 e 1913 - Blíženci ("I gemelli"), racconto
- 1905 - Husľa ("I violini"), racconti

### Racconti di viaggio
- 1901 - Dubrovník – Cetinje ("Ragusa – Cettigne")
- 1905 - Volosko – Venecia ("Volosca – Venezia")
- 1910 - Sofia – Pleven ("Sofia - Pleven")

### Critica letteraria
- 1880 – Kritické listy s J. Škultétym ("Lettere di critica con Jozef Škultéty") (pubblicato su Orol)
- 1956 - State o slovenskej literatúre ("Saggi sulla letteratura slovacca")
- 1957 - State o svetovej literatúre ("Saggi sulla letteratura mondiale")

### Altro
- 1868 – Dopisy z Požúňa ("Corrispondenza da Presburgo")
- 1873 – Škola a život ("Scuola e vita")
- 1886 - Umenie a národnosť ("Arte e nazionalità")
- 1897 - Storočná pamiatka narodenia Štefana Moysesa 1797 – 1897 ("Nel centenario della nascita di Štefan Moyzes (1797-1897)")
- 1897 - Nálady a výhľady ("Umori e prospettive")
- 1900 - Politický proces 28 Slovákov a Sloveniek pre búrenie, jehož záverečné pojednávanie bolo pred kráľ. súdnou stolicou v Banskej Bystrici dňa 4. januára a 5. januára 1900 ("Processo politico di 28 slovacchi e slovacche per ribellione e la sua udienza conclusiva davanti al tribunale regio distrettuale di Banská Bystrica il 4 e 5 giugno 1900"
- 1902 - Tretí kongres slovanských novinárov a čo bolo okolo neho ("Il terzo congresso dei giornalisti slovacchi e ciò che accadde attorno ad esso")
- 1903 - Väzeňské rozpomienky zo svojho jednoročného segedínskeho a trimesačného baňskobystrického väzenia ("Ricordi dal carcere dalla propria prigionia di un anno a Seghedino e di tre mesi a Banská Bystrica")
- 1904 – Otcovia a deti a beletria ("Padre e figli e la narrativa"), introduzione alla traduzione di Padri e figli di Ivan Sergeevič Turgenev
- 1908 - Listy z Uhorska ("Lettere dall'Ungheria", pubblicate dalla Matica slovenská nel 1977)
- 1912 – Umenie v živote národov ("L'arte nella vita dei popoli"), saggi

### Epistolario
Raccolto in tre volumi:
- 1860 / 1890 - Korešpondencia Svetozára Hurbana Vajanského, Zväzok 1
- 1890 / 1916 - Korešpondencia Svetozára Hurbana Vajanského, Zväzok 2
- 1860 / 1916 - Korešpondencia Svetozára Hurbana Vajanského, Zväzok 3

Inoltre è stato pubblicato l'epistolario con Pavol Országh Hviezdoslav:
- 1962 - Korešpondencia P. O. Hviezdoslava so Svetozárom Hurbanom Vajanským a Jozefom Škultétym

### Raccolte
- 1907 / 1913 – Zobrané diela Sv. Hurbana Vajanského ("Opere scelte di Svetozár Hurban Vajanský")  12 voll. (edizione di Martin)
- 1924 / 1932 - Zobrané diela Sv. Hurbana Vajanského ("Opere scelte di Svetozár Hurban Vajanský") 12 voll. (edizione di Trnava)
- 1926 - Výber z diel Svetozára Hurbana Vajanského ("Scelta dalle opere di Svetozár Hurban Vajanský")
- 1926 - Mládeži ("Le gioventù")
- 1934 / 1939 – Zobrané diela Sv. Hurbana Vajanského ("Opere scelte di Svetozár Hurban Vajanský"). 18 voll. (nuova edizione di Martin)
- 1937 - Výber z díla Sv. Hurbana Vajanského ("Scelta dalle opere di Svetozár Hurban Vajanský") (in ceco)
- 1947 - Výber z diela ("Scelta dalle opere")
- 1956 – Výber z poézie ("Scelta dalle poesie")
- 1957 - Babie leto ("L'estate della nonna")
- 1967 - Kandidát ("Il candidato")
- 1971 - Čo ľud môj cíti ("Ciò che sente la mia gente")
- 1972 - Svadobné šaty ("Vestito da sposa")